# Cyclaspis oxyura
Cyclaspis oxyura är en kräftdjursart som beskrevs av Daniel Roccatagliata och Moreira 1987. Cyclaspis oxyura ingår i släktet Cyclaspis och familjen Bodotriidae. Inga underarter finns listade i Catalogue of Life.